# Efecto Raman
La dispersión Raman (también, efecto Raman) es una dispersión inelástica de un fotón. Cuando la luz se dispersa de un átomo o molécula, la mayoría de los fotones se dispersan elásticamente (dispersión de Rayleigh). Los fotones dispersados tienen la misma energía (frecuencia) y, por lo tanto, la misma longitud de onda que los fotones incidentes. Sin embargo, una pequeña fracción de la luz (aproximadamente 1 en 107  fotones) se dispersa ópticamente a frecuencias diferentes (normalmente inferiores) que la frecuencia de los fotones incidentes. En un gas, la dispersión Raman suele ocurrir por un cambio en los estados vibracionales, rotacionales o electrónicos de una molécula (véase nivel de energía).

## Historia

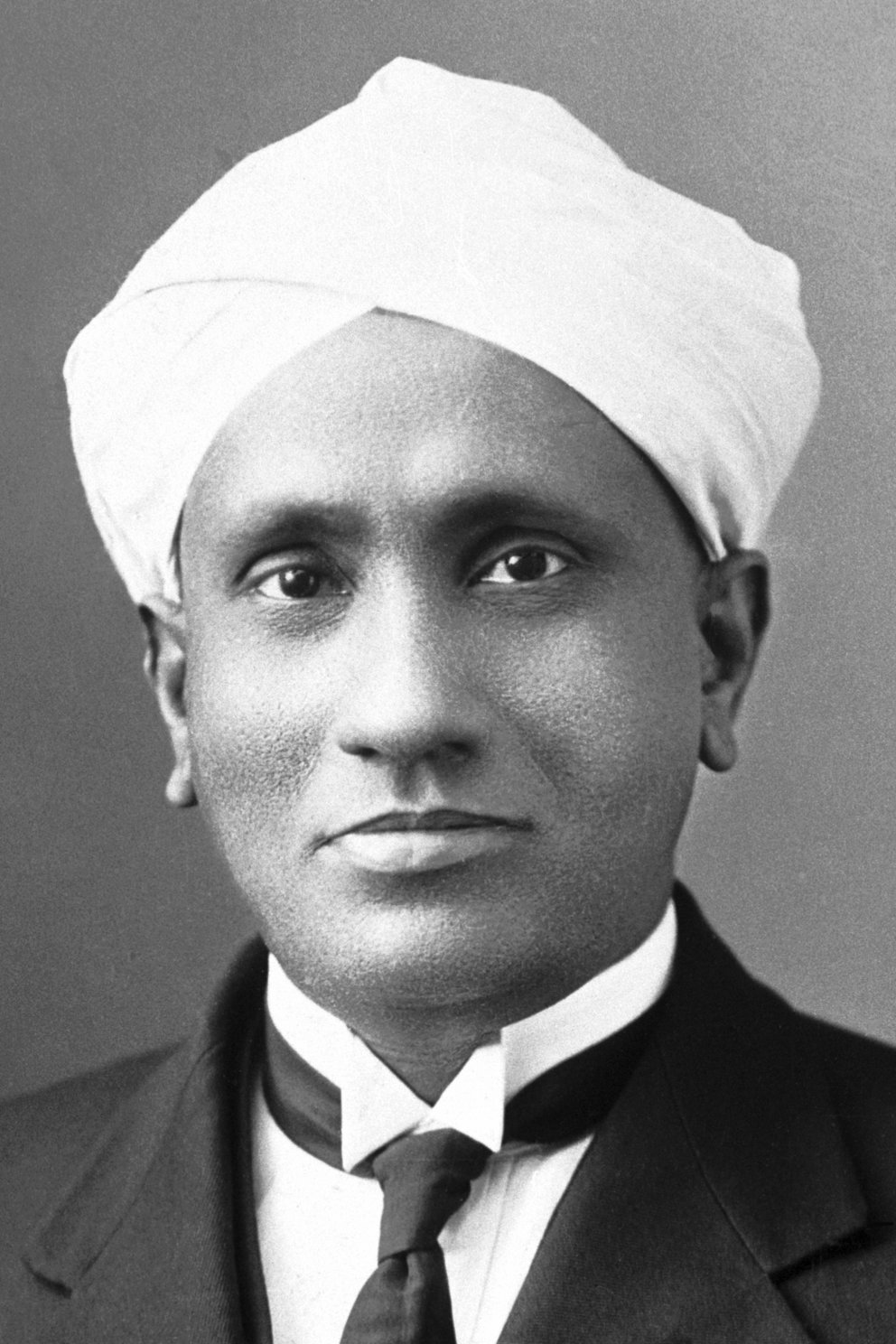
El científico sir Chandrasekhara Venkata Raman, un importante físico que fue laureado con el Premio Nobel en 1930.

En 1922 el físico indio Chandrasekhara Raman publicó su trabajo basado en la "Difracción molecular de la luz" siendo el primero de una serie de investigaciones con sus colaboradores hasta que el día 28 de febrero de 1928 se hizo el descubrimiento de la radiación poniéndole el nombre de dispersión Raman en su honor. El efecto Raman fue reportado inicialmente por C. V. Raman y K. S. Krishnan e independientemente por Grigory Landsberg y Leonid Mandelshtam en 1928. Raman recibió el Premio Nobel en 1930 gracias a su trabajo sobre la investigación realizada sobre el fenómeno de la dispersión de la luz. En 1998 el efecto Raman fue designado por la ACS National Historical Chemical Landmark en reconocimiento por su significancia como herramienta para el análisis de la composición de líquidos, gases y sólidos.

## La dispersión Raman: Stokes y anti-Stokes
La interacción de la luz con la materia en un régimen lineal permite simultáneamente la absorción y la emisión de luz que se ajusta a los niveles de energía ya definidos por los electrones. El efecto Raman corresponde en la teoría de perturbaciones de la mecánica cuántica a la absorción y consecuente emisión de un fotón mediante cambio de estado intermedio de un electrón, pasando por un estado virtual (véase también: diagrama de Feynman). Entonces existen las siguientes posibilidades:

Emisión causada por la dispersión Stokes y anti-Stokes.

- No existe intercambio de energía entre los fotones incidentes y las moléculas (y por lo tanto no existe efecto Raman).
- Los cambios de energía se producen entre los fotones incidentes y las moléculas. Las diferencias de energía son iguales a las diferencias de los estados vibracionales o rotacionales de la molécula. En los cristales, solo ciertos fonones son admitidos por la estructura cristalina (las soluciones de las ecuaciones de onda hacen que se cancelen unos con otros), de forma que el efecto de dispersión Raman puede aparecer solo a ciertas frecuencias. Por ejemplo, en los materiales amorfos como los vidrios, se permiten más fonones y por lo tanto los estados discretos admitidos son más amplios.
- Las moléculas absorben la energía: a esto se le denomina dispersión Stokes. El fotón resultante es de inferior frecuencia y genera una línea de Stokes en el lado rojo del espectro incidente.
- La molécula pierde energía: dispersión anti-Stokes. Los fotones incidentes son desplazados a frecuencias más elevadas (azul) del espectro, y generan por lo tanto una línea que se denomina anti-Stokes.

|  |

Estas diferencias en la energía medida mediante la sustracción de la energía de un láser mono-energético de luz de fotones dispersados. Los valores absolutos, sin embargo, no dependen del proceso (bien sea dispersión Stokes o anti-Stokes), debido solo a que la energía de diferentes niveles de vibración es de cierta importancia. Por lo tanto, el espectro Raman es simétrico respecto de la banda de Rayleigh. Además, las intensidades de las bandas de Raman solo dependen del número de moléculas que ocupan los diferentes estados vibracionales cuando el proceso comienza. La distribución de Boltzmann condiciona el número de moléculas en los estados inferiores:
| {\displaystyle {\frac {\ N_{1}}{N_{0}}}={\frac {\ g_{1}}{g_{0}}}e^{-{\frac {\Delta E_{v}}{kT}}}} con los siguientes valores: {\displaystyle N_{0}}: Número de átomos en el estado inferior de vibración {\displaystyle N_{1}}: Número de átomos en el estado superior de vibración {\displaystyle g_{0}}: degeneración del estado inferior de vibración (número de modos vibracionales de la misma energía) {\displaystyle g_{1}}: degeneración del estado superior de vibración (número de modos vibracionales de la misma energía) {\displaystyle \Delta E_{v}}: diferencia de energía entre estos dos estados vibracionales k: Constante de Boltzmann T: Temperatura en kelvin |

Por lo tanto, el espectro de Stokes es más intenso que el espectro de anti-Stokes.

## Aplicaciones
Una de las aplicaciones más conocidas es la espectroscopia Raman, que emplea el efecto Raman para el análisis de los materiales. La frecuencia de la luz dispersada de una molécula se puede cambiar según las características estructurales de los enlaces moleculares. Se requiere para estos casos la iluminación de una fuente de luz monocromática (láser), y el espectrograma de la luz dispersada mostrará las desviaciones causadas por los cambios de estado en las moléculas.[cita requerida]
La espectroscopia Raman también se emplea en problemas de determinación y diagnóstico de procesos de combustión. Se la considera una técnica no intrusiva para la detección de especies y distribución de temperatura dentro de los combustibles y en las llamas, sin perturbar el flujo principal durante el examen.[cita requerida]
Los estados estimulados de Raman se emplean ampliamente en la determinación de los niveles de energía de los iones atrapados, y constituyen la base de los estados qubit, en los iones atrapados en computación cuántica.[cita requerida]